# 鳥不語，花不香，男無情，女無義
“鳥不語，花不香，男無情，女無義”，或作“花不香，鳥不鳴，男無義，女無情”為近代中國大陸流傳、描述臺灣的一句諺語，二戰後被剛到臺灣的散文作家引用，創作改寫為「清朝直隸總督北洋大臣李鴻章在甲午戰爭後寫在奏摺裡安慰慈禧太后的」，並刊登至中華日報副刊。之後被廣泛受到引用，包括論文、政治人物言論、教學教材，以及電影文案等。既為流言創作，也因此在現有的圖書館中沒有記錄，在清朝官方奏摺檔案、私人文稿函電及中日雙方甲午戰後談判文獻正式歷史資料中，均未能見到李鴻章發表這段評語的文字佐證。

## 背景

### 清朝时期
1683年，清康熙時命施琅出兵臺灣，擊敗明鄭後，清朝官方曾對臺灣棄留進行辯論，反對者提出：「海外丸泥，不足為中國之廣；裸體文身，不足共守。日費天府金錢而無益，不如徙其人而空其地矣」等對台灣的負面評價。康熙帝本人起初也認為：「臺灣僅彈丸之地，得之無所加，不得無所損」。於此同時，支持「留台」的施琅在《恭陳台灣棄留疏》中說台灣「……備見野沃土膏，物產利薄，耕桑並耦，魚鹽滋生，滿山皆屬茂樹，遍處俱植修竹。硫磺、水藤、糖蔗、鹿皮，以及一切日用之需，無所不有。向之所少者布帛耳，茲則木棉盛出，經織不乏。且舟帆四達，絲縷踵至，飭禁雖嚴，終難杜絕。實肥饒之區，險阻之域……」，他的意見後來獲得康熙皇帝和清朝政府採納，將台灣收歸版圖。
臺灣清治時期間，政府官員對台灣評價不一，貶抑言論如：「台灣乃海外孤懸之地，易為奸宄逋逃之藪，故不宜廣闢土地以聚民。」、「三年小叛，五年大亂」等。稱讚台灣、提出台灣重要性的言論則有如沈葆楨認為：台灣乃東南沿海七省之門戶，幅員廣袤、千里沃饒，久為他族所垂涎之語。

### 甲午戰爭
1894年中日因為朝鮮問題發生甲午戰爭，日本在陸上和海上兩方都獲得勝利，隨後在1895年的馬關談判時提出中國除了放棄朝鮮宗主權與賠款之外，還必須割讓台灣和澎湖列島作為和談條件之一。傳說中方代表李鴻章，在當時對清廷或日本提出了「鳥不語，花不香，男無情，女無義」的說法。

## 關於此語的不同版本
「鳥不語，花不香，男無情，女無義」一語存在數個版本，列舉如下：
- 康哲行的《西城舊事》中記載：1948年的北京曾經有過台灣「花不香、鳥不語」的流言流語，而據康哲行的父親在台灣的朋友邀請他到台灣的信中說，這些都是「共諜的謠言」[19]。而1977年李牧華出版的書裡，也記載「有一位作家在一篇文章上說過」[20]。

- 王鼎鈞《用筆桿急叩台灣之門》一文提到他剛到臺灣時，知道中國大陸有一首民謠：「台灣的水，向西流，花不香，鳥不鳴，男無義，女無情。」，但他將其寫成「是甲午戰敗後，李鴻章寫在奏折裡安慰慈禧太后的」，还提出「是李鸿章的幕僚捏造出来的」的假设，並投稿中華副刊被刊登出來[21]。

- 張晉城在1984年出版的《台灣武裝抗日秘史‧代序》中提及，傳說李鴻章曾說：「台灣鳥不語，花不香，男無情，女無義，割讓出去並不可惜」[3]

- 林文義1992年在《蓽路藍縷建家園－漫畫台灣歷史》中描述，李鴻章曰「台灣，鳥不語，花不香，男無情，女無義，瘴癘之地，割之可也」[22]。

- 也有將「割之可也」換去成為「台灣山不清，水不秀，鳥不語，花不香，棄之不足惜。」[23]

- 1991年发行的羅大佑《原鄉》唱片解說冊中则指出了較為詳細的時間和過程：「甲午戰爭，日本要求割讓台澎二地。當時掌權的慈禧太后對台一無所知，令特使李鴻章呈奏稟報，李鴻章曰：『台灣，鳥不語，花不香，男無情，女無義，瘴癘之地，割之可也。』」[24]。

- 2000年後也有更详细的版本：「在中國方面，滿清戰敗，李鴻章力諫慈禧太后求和說，『台灣鳥不語，花不香，男無情，女無義，棄之不足惜。』的同時，希望日本能夠全力攻台，來減輕對中國大陸（滿清政權）的軍事壓力。」[25]

## 廣泛流傳
此語在最近三十年的中文世界裡流傳甚廣，有為數不少的出版或印刷品曾引用過此段文字。依時間先後排列，列舉如下：
- 哲學教授楊士毅在其於1991年出版的哲學著作《邏輯、民主、科學：方法論導讀》之中，兩次用此評語作為例子，描述中國對台灣的心態，是可有可無、方便拿來償還打輸日本的荒地。[26]
- 徐宗懋引此語論述大清對台灣的印象與不耐[27]。
- 作家葉石濤舉這句話，痛心乙未割台時，台灣人從南到北抵抗日本侵略，祖國卻用這樣的冷言冷語令台人寒心[28]。
- 林玉則用這句話，強調清代官員心不在此，且在中國自願切斷與台灣之臍帶，對台灣處境不理不睬時，台灣人因為受儒家教育，仍然「跳不出這個『正統』的網羅，誤認中國才是故鄉」[29]。
- 台灣政治人物姚嘉文在其著作《十句話影響台灣》中第四章全篇都在敘述此十二字對其的影響。文中提到：「（簽訂馬關條約後）李鴻章為避免清廷責備，並向西太后及朝野安撫及搪塞，於是說出這句話：『台灣鳥不語，花不香，男無情，女無義，棄之不足惜。』」[30] 。
- 作家龍應台也曾在2007年於澳洲墨爾本演講時提到，「鳥不語，花不香，男無情，女無義」這個1895年提出的句子，在100年後的1995年時還被呂秀蓮引用來指陳中國從來就沒有在乎過台灣[31]。
- 現任教於南京晓庄学院中文系的邵建於《胡適前傳》一書中，提到胡適幼時舉家搬遷來台，但很快便遭逢甲午戰爭，而李鴻章棄守台灣使胡適父親胡傳跨海廈門時死於腳氣病。[23]

除此之外，這段據傳的談話，從未見引用於中國大陸以及台灣史學界的相關史學論著中。

## 質疑與評論
雖然此語流傳廣泛，但包括李敖在內的相關研究及評論者指出，事實上，根據歷史文件，未能發現李鴻章發表這段評語的紀錄。他們也認為從李鴻章對台灣的態度等層面，此語應非出自他口。
李敖曾在他主持的個人節目中提到：「我們現在根據這些歷史文件查得很清楚，李鴻章從來沒有說過這個話，從來沒有說過臺灣這個地區，男無情女無義，鳥不語花不香，從來沒講過這個話，也從來沒說要把臺灣賣掉……一開始伊藤博文要把臺灣割走的時候，李鴻章談都不談，後來形勢逼人，不談也沒用……」。
評論家南方朔也提出這段話並無出處，且在參與馬關談判的日本外務大臣陸奧宗光的《蹇蹇錄》（详录了整个谈判过程以及谈判双方所有正式对话）裏也未提到類似的話。南方朔認為無論此言有據與否，台獨論述藉著這樣的話語，呈現“中國人蔑視台灣人”，同時自己站在清代官吏的對立面，以建立一套台灣是鳥語花香有情有義的美好鄉土論述。「這些記載和句子，後來都成了台灣獨派感情論的核心」。
台灣學者戚嘉林認為，以李鴻章的政治地位和見識學識，應不會說這樣不得體的話，這有可能是遭政敵誣陷之語。戚嘉林進一步分析，李鴻章對台灣十分重視且「功在台灣」。譬如，李鸿章曾在日本出兵台湾前分析日本“該國上下一心，皈依西土，機器、槍砲、戰艦、鐵路、事事取法英美，後必為中國肘腋之患”，而在其后发生日本出兵占据台湾恆春之时，舍近求远调动驻防徐州的精锐部队6,500人赴南台湾布防，并最终成功以局部优势兵力逼退日军，保卫了台湾。该事件之后，李鸿章将这批精锐部队留在台湾驻防。如果李鸿章认为台湾轻易可舍弃，则不会如此大费周章，而应该不布防或者至少就近调取广东福建的部队。此外在甲午战争十年前（1884年），法国欲侵袭台湾，此时李鸿章大力支持台湾的防务工作。除推荐劉銘傳主持台湾防务工作，还设法拨备款项用于购买巨炮等。並支持在台招商办矿等事宜。

### 李鴻章對台灣的態度
- 李鴻章於8日中午覆電總理衙門：“昨接唐撫電，敵未來犯，軍民心固似可堅守。鴻斷不敢輕允割棄，已於另被節略中駁論及此。但窺日意，仍逐日由廣島運兵出口，恐添赴台，將有南北併吞之志。旨飭讓地以一處為斷，即是正論，自應如此立言，不知將來能否辦到。日原圖所劃奉天經緯線度，竟連遼陽、田庄台、營口均包在內。遼陽未失，尚易辯駁。此外日兵以據之地，彼已設官安民，極力爭論，未易退讓。可俟會議時，查酌妥議，似難由我預為決定。總之，敵所已據處，爭回一分是一分；其所未據處，絲毫斷不放鬆也。”[32][33]
- 李鸿章在与当时日本首相伊藤博文进行马关条约的谈判时，曾在第三次会谈中声明“台灣已立一行省，不能送給他國”[34]。
- 第四次会谈中警告日本“拟请所让之地，如果勒令中国照办，两国子子孙孙永成仇敌，传至无穷矣”[35][36][37][注 1]。
- 之后另一次会议中，李鸿章总结道：“总之现讲三大端：二万万为数甚巨，必请再减；营口还请退出；台湾不必提及。”[38][39]
- 李鸿章在日本与伊藤博文进行了7次谈判极力争取保留台湾，但驻日使馆发送电报的密码在甲午战争前被日本情报机关破译，因此日方获知中国意圖尽快促成议和，导致日方强硬坚持割取台湾[40][41][42][43][44]。

李鸿章在1895年4月20日谈判结束归国后向朝廷的复命奏折中提到：
臣适当事机棘手之际，力争于骄悍不屈之廷，既不免毁伤残年之遗体，复不能稍戢强敌之贪心，中夜以思，愧悚交集。所最疚心者，赔款虽减，尚有二万万两；奉天迤南虽退出多处，而营口至金、复一带不肯稍让，台湾兵争所未及，而彼垂涎已久，必欲强占。或有为之解者，谓：凤、岫、金、复、海、盖一带，宋明以来本朝鲜属地，我朝未入关以前所得，台湾则郑成功取之荷兰，郑本倭产，康熙年间始归我国版图。今倭人乘胜踞朝鲜，遂欲兼并其地，事非偶然。然而敌焰方张，得我巨款及沿海富庶之区，如虎傅翼，后患将不可知。臣昏耄实无能为，深盼皇上振励于上，内外臣工齐心协力，及早变法救才，自强克敌，天下幸甚。
说明李鸿章在谈判结束后认为最痛心的失败是赔款二万万两以及失去营口至金复一带、失去台湾。他还表明，营口、台湾是“沿海富庶之区”，一旦日本得到，“如虎傅翼，后患将不可知”。说明李鸿章对台湾的认识并非“鳥不語，花不香，男無情，女無義”。但其中引用“或有为之解者”的话，说明當時清政府中的確有類似的「割地有理」的論調。